# Букаткин, Максим Сергеевич
Максим Сергеевич Букаткин (16 июля 1985, Ногинск, Московская область, СССР) — российский футболист, полузащитник; тренер.
Педагог по образованию, в 2004 году окончил Ногинский педагогический колледж, далее учился в МГОУ им. Крупской.

## Карьера
Футболом начал заниматься в родном Ногинске, вместе с Ренатом Янбаевым. В юношеские годы был двукратным победителем ДФЛ. В 17 лет попал в профессиональную команду «Мосэнерго» (Москва). Затем выступал в ряде команд второго дивизиона: вологодском «Динамо», «Знамени Труда», «Шексне» и «Сатурне-2». Летом 2012 года уехал играть в эстонскую Мейстрлигу в клуб «Нарва-Транс». Однако уже следующей зимой Букаткин вернулся в «Знамя Труда». После окончания сезона завершил профессиональную карьеру.
С 2013 года — тренер детской футбольной команды г. Ногинска.
С 1 мая 2014 года — председатель федерации футбола Ногинского района.
С 1 июня 2014 года — член Общественной палаты Ногинского муниципального района.
В октябре 2017 года был назначен старшим тренером ФК «Арарат» (Москва).